# Morwenna
Pour le roman de Jo Walton, voir Morwenna (roman).
Morwenne est une princesse galloise, une des nombreuses filles du roi gallois Brychan de Brycheiniog au début du VIe siècle. 

## Biographie légendaire
Après être passée, comme nombre de ses saints frères et sœurs, par le monastère de Llanilltud Fawr, et peut-être aussi par un monastère irlandais, elle traversa le canal de Bristol pour prêcher en Cornouailles.  
Elle vivait en ermite à Hennacliff, à un endroit appelé the Raven's Crag (le rocher escarpé du corbeau), où va se développer la ville de Morwenstow qui porte son nom. Elle construisit l'église de ses mains, portant les pierres sur la tête. À l'endroit où elle s'arrêta un jour pour se reposer a jailli une source qui existe encore à l'ouest de l'église. 
Son frère saint Nectan vint la voir à l'approche de la mort, et elle lui demanda de l'aider à se redresser afin de voir les côtes natales de Galles. Certains l'assimilent à Merin, ou Merryn, qui parait être un homme, d'autres à Marwenne, sa sœur d'après les documents anciens.